# Euphaedra ceres
Euphaedra ceres är en fjärilsart som beskrevs av Fabricius 1775. Euphaedra ceres ingår i släktet Euphaedra och familjen praktfjärilar. Inga underarter finns listade i Catalogue of Life.

## Bildgalleri

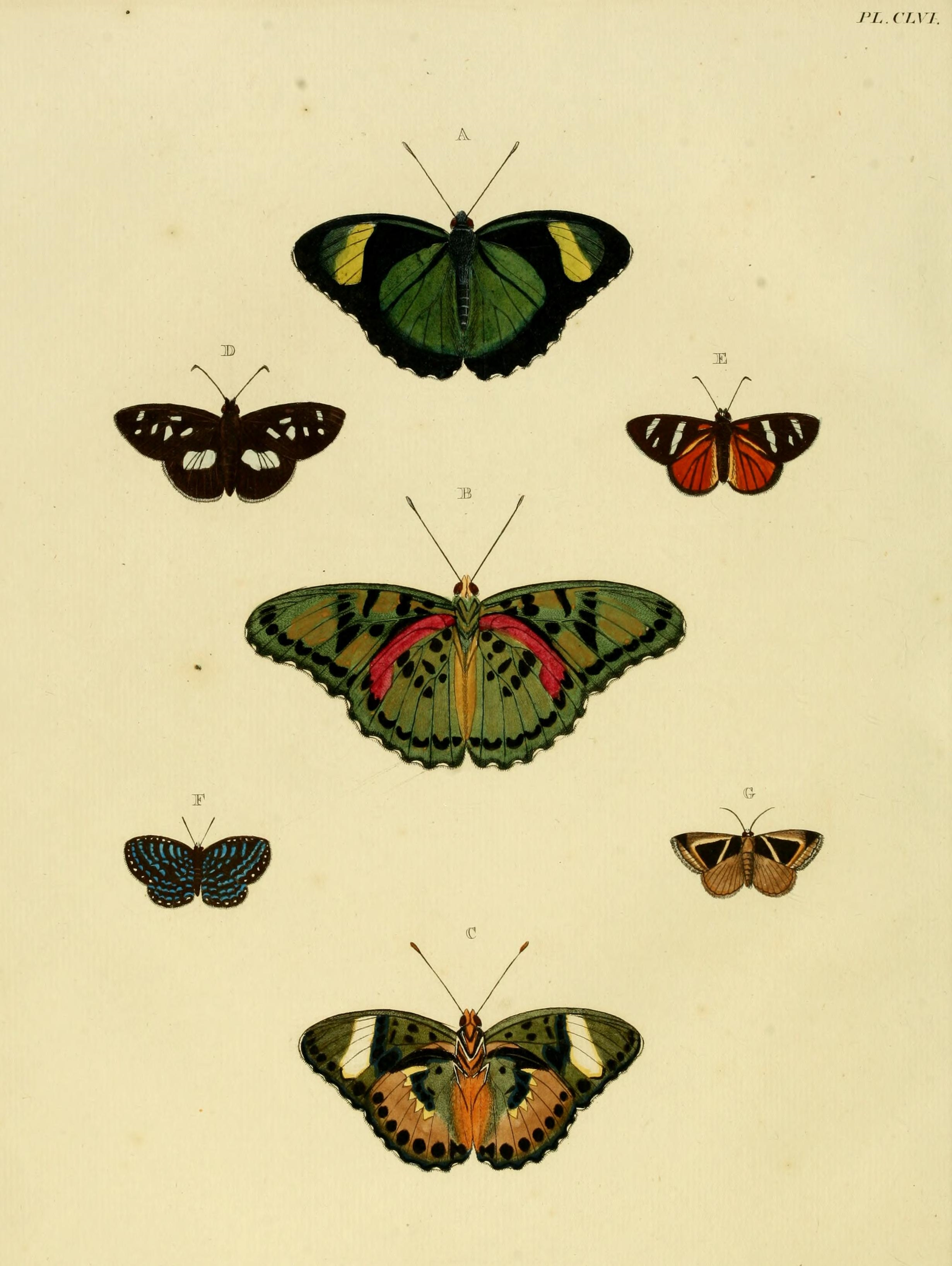
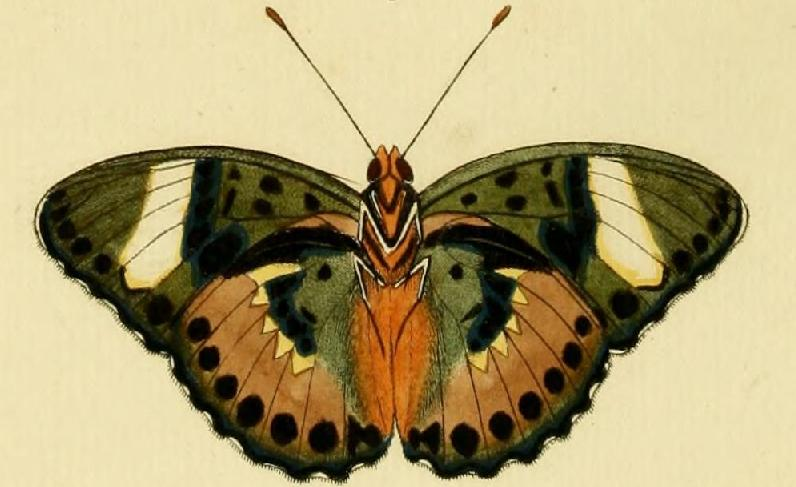